# Martin Evans
Sir Martin John Evans (Stroud, 1º gennaio 1941) è un biologo e genetista britannico.
Nel 1981 gli è stata attribuita la scoperta di cellule staminali embrionali, e nel 2007 gli è stato assegnato il Premio Nobel per la medicina per aver ideato la tecnica del gene targeting e progettato il topo knockout. Queste idee sono state poi sviluppate, in maniera indipendente e in due laboratori diversi, dagli altri due co-vincitori del Nobel 2007, Mario Capecchi e Oliver Smithies.

## Carriera
Nel 1963 Evans si laureò al Christ's College facente parte dell'Università di Cambridge. Nel 1969 completò un dottorato all'University College di Londra dove rimase sino al 1978 compiendo lavori di ricerca nel dipartimento di anatomia ed embriologia ed insegnando a studenti e dottorandi. Nel 1978 si trasferì al Dipartimento di genetica dell'Università di Cambridge dove a partire dal 1980 collaborò assieme a Matt Kaufman. Dal 1999 è Professore di Genetica dei mammiferi e direttore della Scuola di Bioscienze alla Cardiff University.

## Riconoscimenti
- 11 marzo 1993 - Membro della Royal Society.
- 1998 - Founder Fellow dell'Accademia di Scienze Mediche.
- 3 maggio 1999 - L'organizzazione statunitense March of Dimes gli conferisce il suo Premio annuale in Biologia dello sviluppo per le ricerche sulla crescita embrionale unitamente al Professore Richard Gardner della Oxford University ed a Martin Evans.[4]
- 2001 - Albert Lasker Award for Basic Medical Research, insieme a Mario Capecchi a Oliver Smithies.[5][6]
- 2002 - Dottorato onorario dalla Mount Sinai School of Medicine, New York, USA.
- 1º gennaio 2004 - Knighthood (Queen's New Years Honours) per i suoi servizi per la scienza medica.[7]
- 19 luglio 2005 - Dottorato onorario dall'Università di Bath, Inghilterra.[8]
- 8 ottobre 2007 - Premio Nobel per la medicina, insieme a Mario Capecchi e Oliver Smithies.
- 13 luglio 2009 - Medaglia Copley dalla Royal Society.[9]